# Bernard Ier de Mecklembourg-Werle
Bernard Ier de Werle (né vers 1245 – vers 1286), fut corégent de Mecklembourg-Werle de 1277 à 1286 et seigneur de Prisannewitz de 1281 jusqu'à sa mort.

## Biographie
Bernard Ier est le fils de Nicolas Ier de Mecklembourg-Werle et de son épouse, Jutta d'Anhalt. Il est mentionné pour la première fois dans les sources en 1273.
À la mort de son père en 1277 il règne s'abord conjointement sur Werle avec ses frères Henri Ier de Mecklembourg-Werle-Güstrow et Jean Ier de Mecklembourg-Werle-Parchim. En 1281, les trois frères décident de se partager la principauté. Bernard reçoit la région de Prisannewitz. Il est mentionné pour la dernière fois comme vivant le 9 mars 1282 ; le 3 mars 1288, il est considéré comme mort par son neveu Nicolas II de Mecklembourg-Werle-Güstrow. Il est probablement décédé en 1286. Bernard Ier est inhumé dans le monastère de Doberan. Aucune épouse ni descendance ne lui sont connues.